# Eupithecia evansi
Eupithecia evansi es una especie de polilla de la familia Geometridae. La especie fue descrita por primera vez por David Stephen Fletcher habiendo sido descrita en 1958, con distribución en Uganda. El holotipo de la especie fue descrita en los valles de Nyamaleju, en los límites de las Montañas Rwenzori a aproximadamente 10 530 pies (3209,5 m) de altitud.